# رنان دمیرکان
رنان دمیرکان (انگلیسی: Renan Demirkan؛ زادهٔ ۱۲ ژوئن ۱۹۵۵) بازیگر تئاتر، بازیگر سینما، نویسنده، بازیگر، خواننده، و موسیقی‌دان اهل ترکیه است.